# 1999-es Formula–1 San Marinó-i nagydíj
A San Marinó-i nagydíj volt az 1999-es Formula–1 világbajnokság harmadik futama.

## Időmérő edzés
A San Marinó-i nagydíjon a McLaren sorozatban harmadszorra szerezte meg az első rajtsort Schumacher és Irvine előtt. Häkkinen, aki kétkiállásos stratégián volt, hamar lehagyta a többi versenyzőt, de a 18. körben elveszítette kontrollját autója felett és balesetet szenvedett. Ezt követően Schumacher és Coulthard harcolt a győzelemért. A németnek sikerült megelőznie Coulthardot a boxkiállások során, így győzött a tifosik nagy örömére Coulthard és Barrichello előtt (Irvine motorhiba miatt kiesett).
|    | Rsz. | versenyző             | Csapat             | Köridő   | Különbség |
| -- | ---- | --------------------- | ------------------ | -------- | --------- |
| 1  | 1    | Mika Häkkinen         | McLaren-Mercedes   | 1:26.362 |           |
| 2  | 2    | David Coulthard       | McLaren-Mercedes   | 1:26.384 | +0.022    |
| 3  | 3    | Michael Schumacher    | Ferrari            | 1:26.538 | +0.176    |
| 4  | 4    | Eddie Irvine          | Ferrari            | 1:26.993 | +0.631    |
| 5  | 22   | Jacques Villeneuve    | BAR-Supertec       | 1:27.313 | +0.951    |
| 6  | 16   | Rubens Barrichello    | Stewart-Ford       | 1:27.409 | +1.047    |
| 7  | 8    | Heinz-Harald Frentzen | Jordan-Mugen-Honda | 1:27.613 | +1.251    |
| 8  | 7    | Damon Hill            | Jordan-Mugen-Honda | 1:27.708 | +1.346    |
| 9  | 6    | Ralf Schumacher       | Williams-Supertec  | 1:27.770 | +1.408    |
| 10 | 5    | Alessandro Zanardi    | Williams-Supertec  | 1:28.142 | +1.780    |
| 11 | 18   | Olivier Panis         | Prost-Peugeot      | 1:28.205 | +1.843    |
| 12 | 17   | Johnny Herbert        | Stewart-Ford       | 1:28.246 | +1.884    |
| 13 | 11   | Jean Alesi            | Sauber-Petronas    | 1:28.253 | +1.891    |
| 14 | 19   | Jarno Trulli          | Prost-Peugeot      | 1:28.403 | +2.041    |
| 15 | 12   | Pedro Diniz           | Sauber-Petronas    | 1:28.599 | +2.237    |
| 16 | 9    | Giancarlo Fisichella  | Benetton-Playlife  | 1:28.750 | +2.388    |
| 17 | 10   | Alexander Wurz        | Benetton-Playlife  | 1:28.765 | +2.403    |
| 18 | 14   | Pedro de la Rosa      | Arrows             | 1:29.293 | +2.931    |
| 19 | 23   | Mika Salo             | BAR-Supertec       | 1:29.451 | +3.089    |
| 20 | 15   | Takagi Toranoszuke    | Arrows             | 1:29.656 | +3.294    |
| 21 | 21   | Marc Gené             | Minardi-Ford       | 1:30.035 | +3.673    |
| 22 | 22   | Luca Badoer           | Minardi-Ford       | 1:30.945 | +4.583    |

## Futam
|         | Rsz. | Versenyző             | Csapat             | Körök | Idő/Kiesések    | Rajthely | Pontok |
| ------- | ---- | --------------------- | ------------------ | ----- | --------------- | -------- | ------ |
| 1       | 3    | Michael Schumacher    | Ferrari            | 62    | 1:33:44,792     | 3        | 10     |
| 2       | 2    | David Coulthard       | McLaren-Mercedes   | 62    | +4,265          | 2        | 6      |
| 3       | 16   | Rubens Barrichello    | Stewart-Ford       | 61    | +1 kör          | 6        | 4      |
| 4       | 7    | Damon Hill            | Jordan-Mugen-Honda | 61    | +1 kör          | 8        | 3      |
| 5       | 9    | Giancarlo Fisichella  | Benetton-Playlife  | 61    | +1 kör          | 16       | 2      |
| 6       | 11   | Jean Alesi            | Sauber-Petronas    | 61    | +1 kör          | 13       | 1      |
| 7       | 23   | Mika Salo             | BAR-Supertec       | 59    | +3 kör          | 19       |        |
| 8       | 20   | Luca Badoer           | Minardi-Ford       | 59    | +3 kör          | 22       |        |
| 9       | 21   | Marc Gené             | Minardi-Ford       | 59    | +3 kör          | 21       |        |
| 10      | 17   | Johnny Herbert        | Stewart-Ford       | 58    | Motor           | 12       |        |
| 11      | 5    | Alessandro Zanardi    | Williams-Supertec  | 58    | Kicsúszás       | 10       |        |
| Kiesett | 12   | Pedro Diniz           | Sauber-Petronas    | 49    | Kicsúszás       | 15       |        |
| Kiesett | 18   | Olivier Panis         | Prost-Peugeot      | 48    | Gázadagoló      | 11       |        |
| Kiesett | 4    | Eddie Irvine          | Ferrari            | 46    | Motor           | 4        |        |
| Kiesett | 8    | Heinz-Harald Frentzen | Jordan-Mugen-Honda | 46    | Kicsúszás       | 7        |        |
| Kiesett | 15   | Takagi Toranoszuke    | Arrows             | 29    | Üzemanyagnyomás | 20       |        |
| Kiesett | 6    | Ralf Schumacher       | Williams-Supertec  | 28    | Gázadagoló      | 9        |        |
| Kiesett | 1    | Mika Häkkinen         | McLaren-Mercedes   | 17    | Kicsúszás       | 1        |        |
| Kiesett | 14   | Pedro de la Rosa      | Arrows             | 5     | Kicsúszás       | 18       |        |
| Kiesett | 10   | Alexander Wurz        | Benetton-Playlife  | 5     | Kicsúszás       | 17       |        |
| Kiesett | 22   | Jacques Villeneuve    | BAR-Supertec       | 0     | Váltó           | 5        |        |
| Kiesett | 19   | Jarno Trulli          | Prost-Peugeot      | 0     | Kicsúszás       | 14       |        |

## A világbajnokság élmezőnyének állása a verseny után
| H  | Versenyzők            | Pont | H  | Konstruktőrök      | Pont |
| -- | --------------------- | ---- | -- | ------------------ | ---- |
| 1. | Michael Schumacher    | 16   | 1. | Ferrari            | 28   |
| 2. | Eddie Irvine          | 12   | 2. | McLaren-Mercedes   | 16   |
| 3. | Heinz-Harald Frentzen | 10   | 3. | Jordan-Mugen-Honda | 13   |
| 4. | Mika Häkkinen         | 10   | 4. | Williams-Supertec  | 7    |
| 5. | Ralf Schumacher       | 7    | 5. | Stewart-Ford       | 6    |

### Statisztikák
Vezető helyen:
- Mika Häkkinen 17 (1-17)
- David Coulthard 18 (18-35)
- Michael Schumacher 27 (36-62)

Michael Schumacher 34. győzelme, 36. leggyorsabb köre, Mika Häkkinen 13. pole-pozíciója.
- Ferrari 121. győzelme.

Rubens Barrichello 100-ik versenye.